# 閉口反射
下顎張反射（かがくちょうはんしゃ）とは、閉口筋の急激かつ一過性の伸展により生じる閉口の反射を言う。膝蓋腱反射と同様な伸展（伸張）反射である
閉口反射（へいこうはんしゃ）は歯根膜-咬筋反射ともいい、リズミカルな咀嚼を生み出す。その反射弓は閉口筋筋紡錘→三叉神経中脳核ニューロン→閉口筋運動ニューロン→閉口筋の経路をとり、単シナプス性反射である。